# Альтентрептов
Альтентрептов (нім. Altentreptow) — місто в Німеччині, розташоване в землі Мекленбург-Передня Померанія. Входить до складу району Мекленбургіше-Зенплатте. Адміністративний центр об'єднання громад Трептовер-Толлензевінкель.
Площа — 52,83 км2. Населення становить 5221 ос. (станом на 31 грудня 2020).

## Галерея

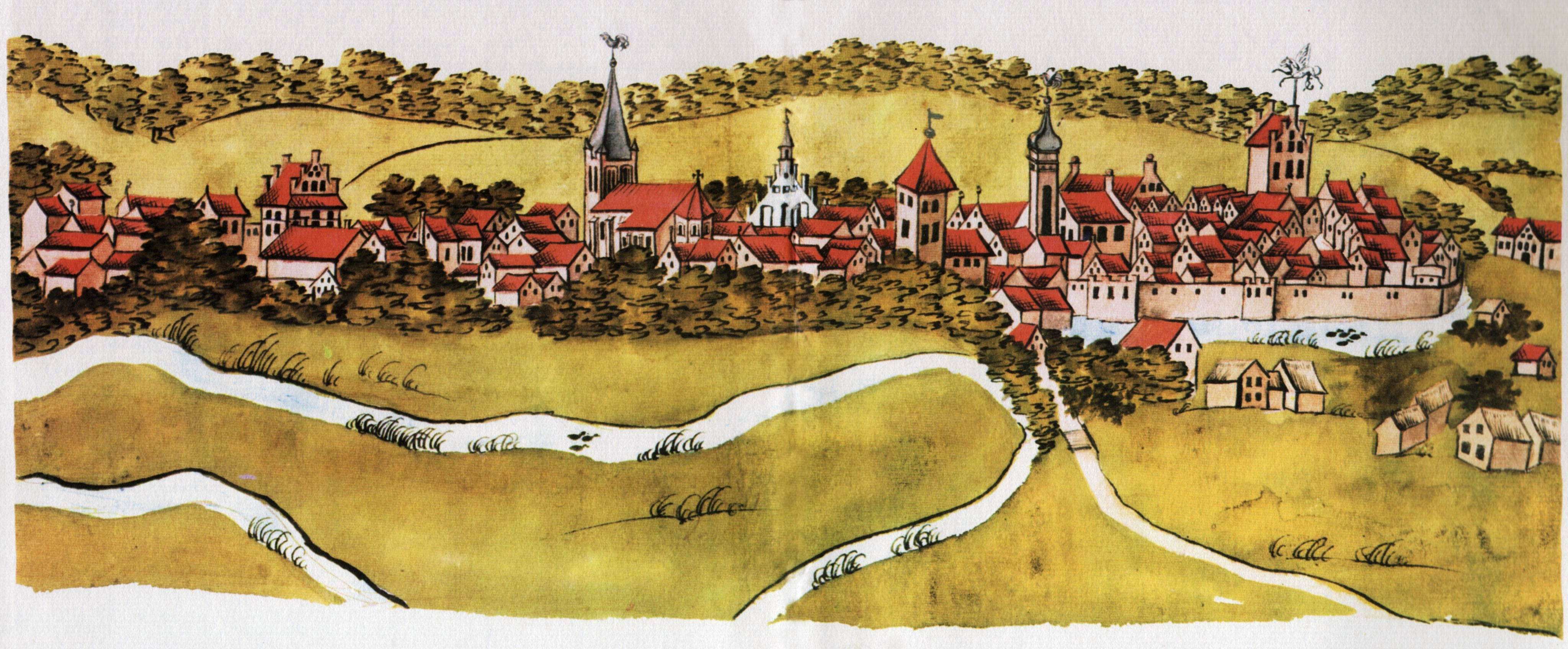
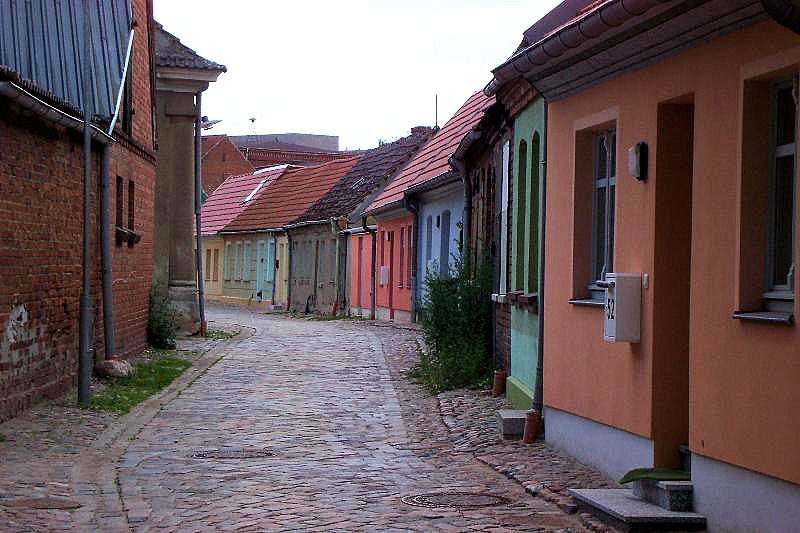
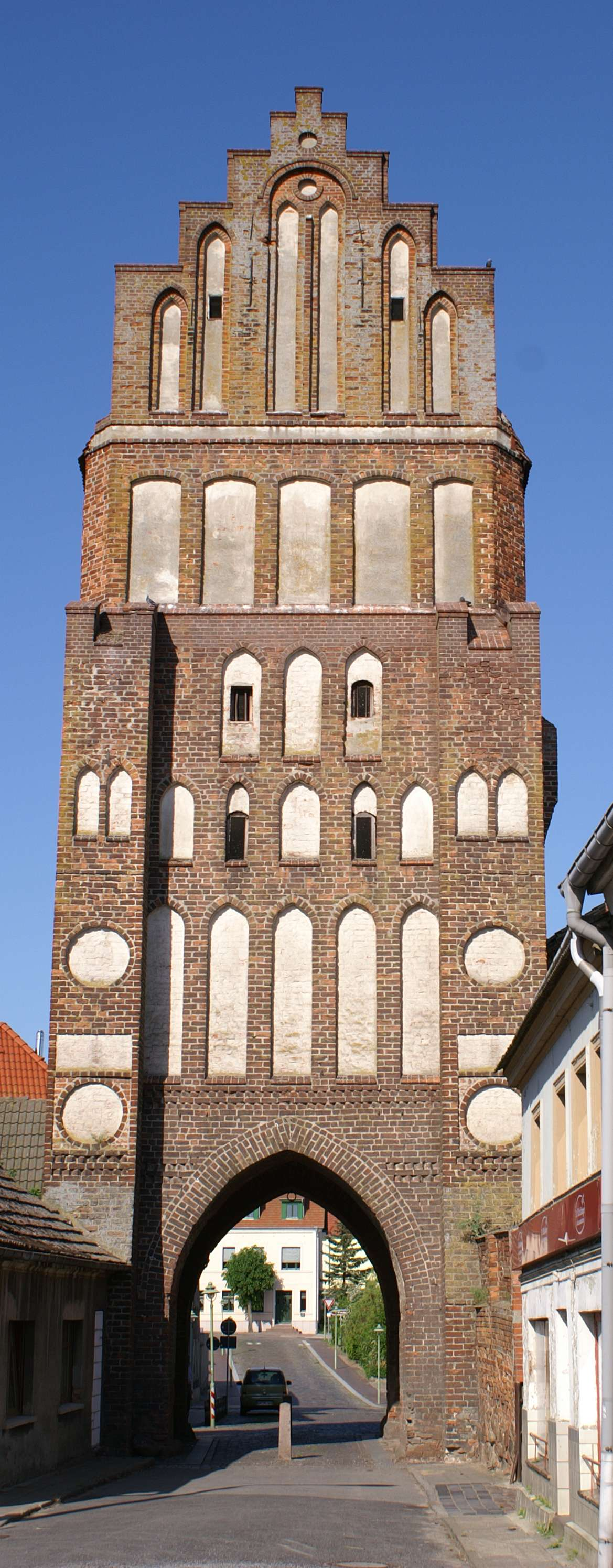